# مسرحية قصيرة
الفقرة أو المقطع أو المسرحية القصيرة جدًا (بالإسبانية: Paso)‏ هي مصطلح درامي يشير إلى قطعة درامية ذات مدة قصيرة وموضوع بسيط ومعالجة كوميدية، كانت تتوسط فصول أو أجزاء المسرحية. وقد اُعتبرت المسرحية القصيرة، التي تم تسميتها من قبل لوبي دي رويدا في القرن السادس عشر، هي البداية أو المصدر الأول للفواصل التمثيلية، التي كانت تمثل بين فصلي المسرحية قديمًا. ومن هذه المسرحية القصيرة يتفرع منها (بالإسبانية: Follas)‏ وهي منوعات وعروض مسرحية مكونة من عدة مقاطع كوميدية غير متصلة ببعضها البعض، ممتزجة بفصول موسيقية أخرى.